# Maastricht
Maastricht (o Maestricht en francès i Mestreech en limburguès) és la capital de la província neerlandesa de Limburg. Situada a la riba esquerra del riu Mosa, a l'aiguabarreig amb el Jeker. És la ciutat més meridional del país. El 2022 tenia 121.151 habitants.

## Història
El nom de la ciutat té un origen llatí: Mosae Traiectum, que vol dir «gual del Mosa»: un endret on la gent podia travessar el riu de peu quan el nivell d'aigua era baix. Això no era gaire pràctic pels exèrcits de l'Imperi Romà i doncs al temps de Juli Cèsar, un primer pont es va construir connectant el nucli de la futura ciutat amb el vicus (Wyck).
Les proves indubtables de la presència romana no han impedit que durant molt de temps la ciutat hagi rivalitzat amb Nimega pel títol de "ciutat més antiga dels Països Baixos". Tot i que Nimega en rebé els drets a l'època romana i Maastricht només a l'edat mitjana, aquesta darrera estava ja habitada en temps dels celtes.
De 549 a 705 era la seu del bisbat de Maastricht, successor del bisbat de Tongeren, quan Hubert de Lieja va transferir la seu a Lieja per aprofitar l'atracció del lloc de la mort de Lambert de Lieja pels peregrins. Durant la Guerra dels Vuitanta Anys, la ciutat va ser l'escenari de diverses batalles i saquejos, dels quals la Fúria espanyola del 1576 i la reconquesta per la Corona de Castella per les tropes d'Alexandre Farnese van ser els més mortífers.
De la fi del segle xvi cap a 1795, la jurisdicció de la ciutat era compartida entre els Estats Generals de la República de les Set Províncies Unides i el príncep-bisbe del Principat de Lieja. Tot i tenir un estatut especial, Maastricht no tenia cap representant als Estats Generals de Lieja.
La ciutat ha donat el seu nom a un tractat europeu que hi fou signat el 7 de febrer de 1992. El Tractat de la Unió Europea es va signar a Maastricht en presència del President del Parlament Europeu, Egon Klepsch. D'acord amb aquest Tractat, la Unió es fonamenta a les Comunitats Europees (primer pilar), amb dos àmbits de cooperació addicionals (segon i tercer pilar): la Política Exterior i de Seguretat Comuna i l'àmbit de Justícia i Afers d'Interior.
Va entrar en vigor l' 1 de novembre de 1993.

## Administració
| Partit               | Regidors | Comparats amb 2002 |
| -------------------- | -------- | ------------------ |
| PvdA                 | 13       | +5                 |
| CDA                  | 7        | -4                 |
| GroenLinks           | 5        | 0                  |
| VVD                  | 3(4)     | -1                 |
| SP                   | 3        | +1                 |
| Senioren             | 3        | 0                  |
| D66                  | 2        | 0                  |
| Stadsbelangen        | 2        | -1                 |
| Liberalen Maastricht | 1        | 0                  |
| Total                | 39       | –                  |

## Fills predilectes de Maastricht
- Lambert de Lieja (635-705), també anomenat Lambert de Maastricht - bisbe de Maastricht de 669 a 705.
- François de Rougemont (1624-1676), jesuïta, missioner a la Xina.
- Claudi Frederic t'Serclaes, comte de Tilly (1648-1723), governador de Maastricht (1718-1723).
- Benny Neyman (1951-2008), cantant.
- André Rieu: (1949), violinista, compositor i director d'orquestra.
- Alexander Batta (1816-1902), violoncel·lista i compositor.
- Jean-Pierre Minckelers (1748–1824), acadèmic neerlandès i un dels descobridors de la gasificació i il·luminació de carbó. El seus experiments sobre destil·lació de gas d'hulla produïren el 1785 la primera il·luminació per gas, que encara que llavors no tingué aplicació comercial, prenuncià la il·luminació moderna de les ciutats.

## Agermanaments
- Lieja
- Coblença (Alemanya)
- El Rama

## Galeria d'imatges

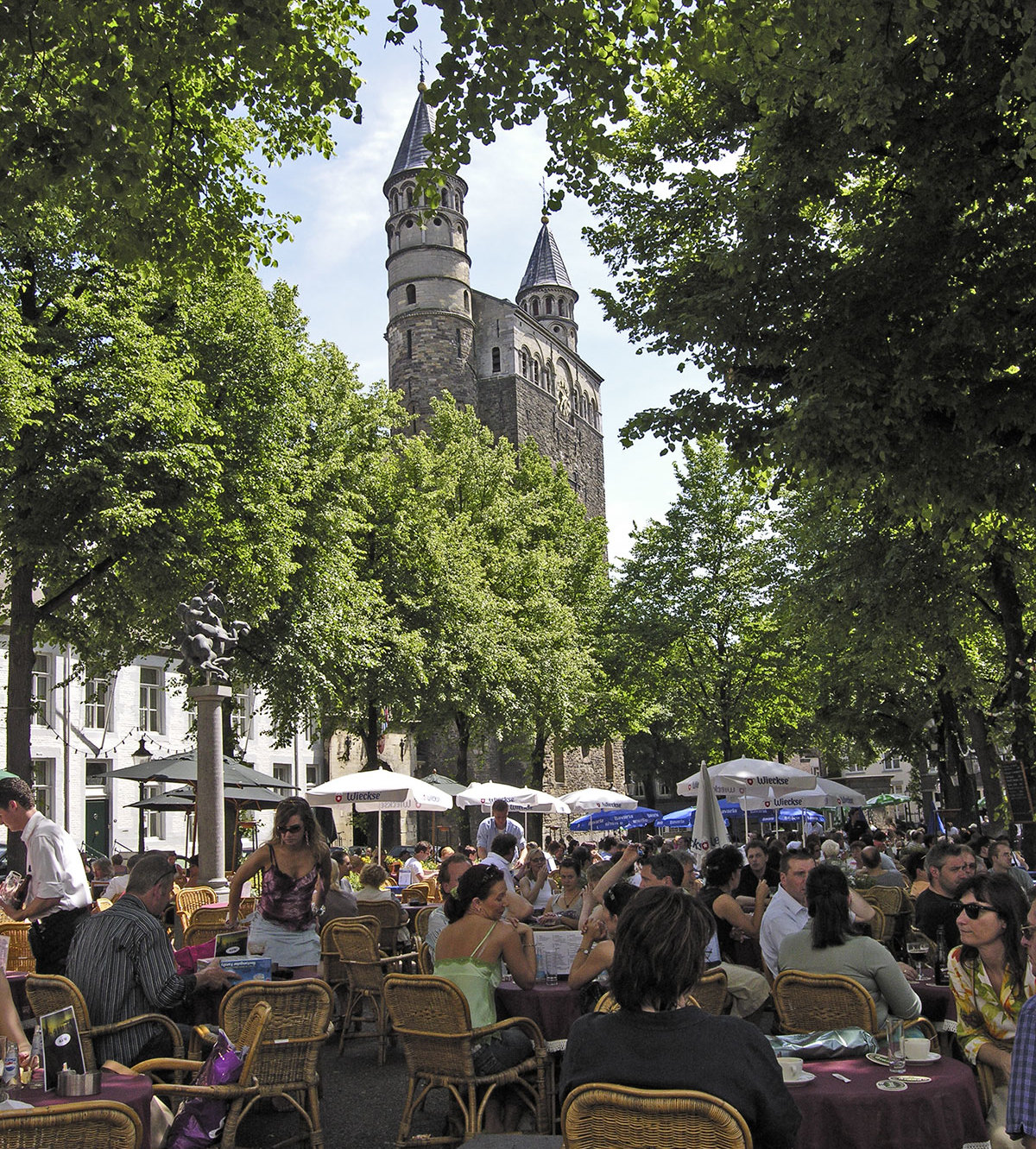
Plaça Onze-Lieve-Vrouwe
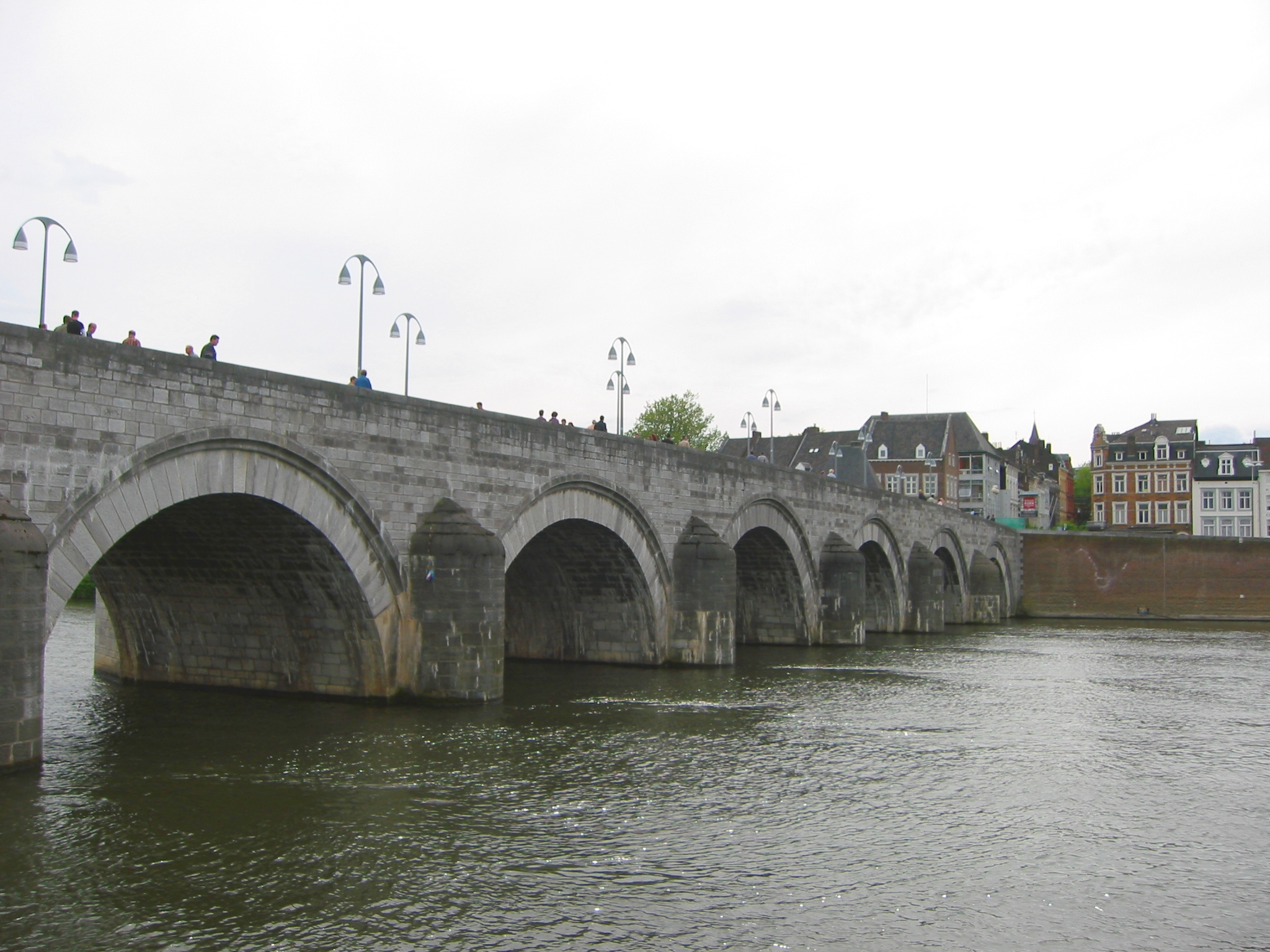
Pont de Sint Servatius
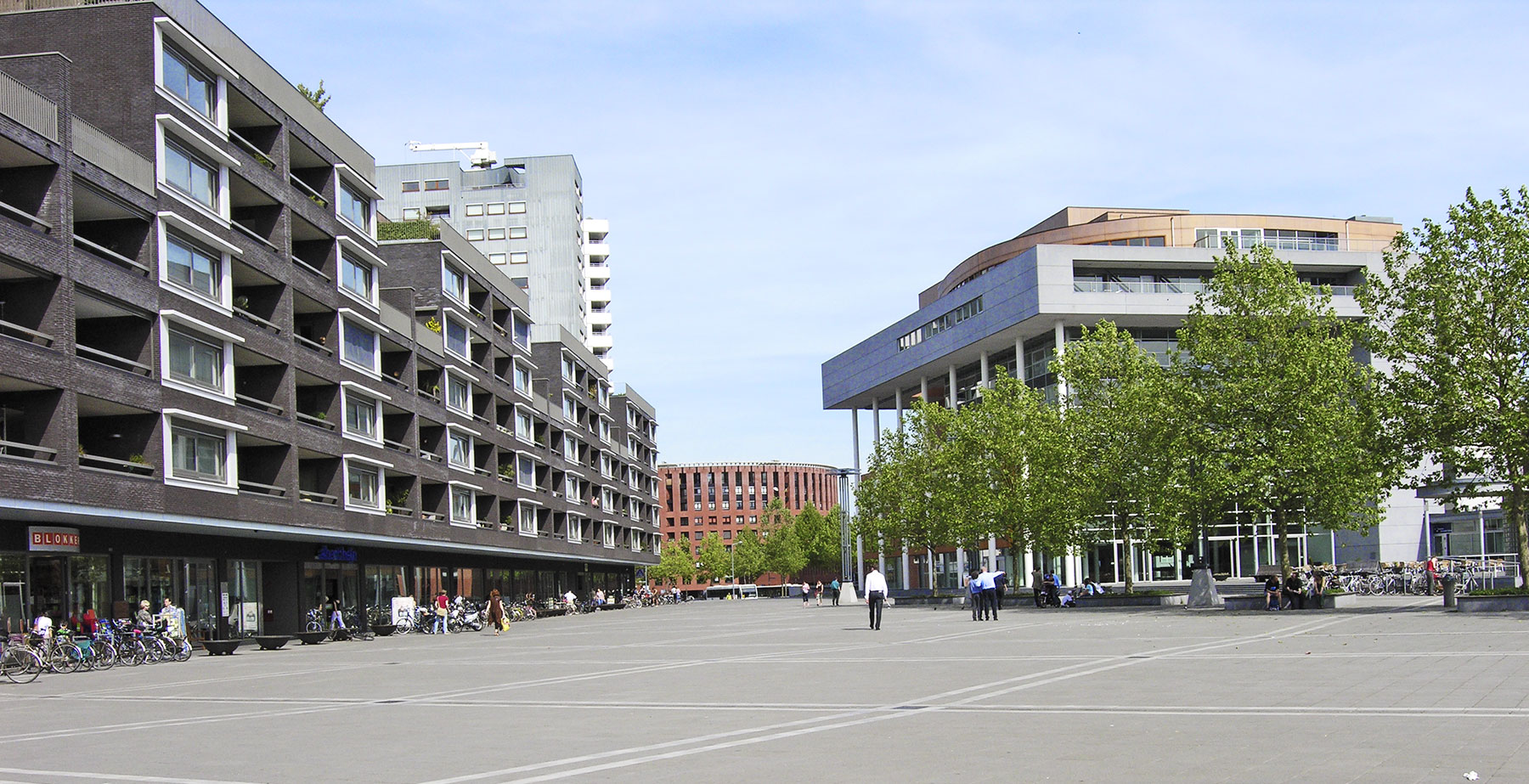
Plaça 1992
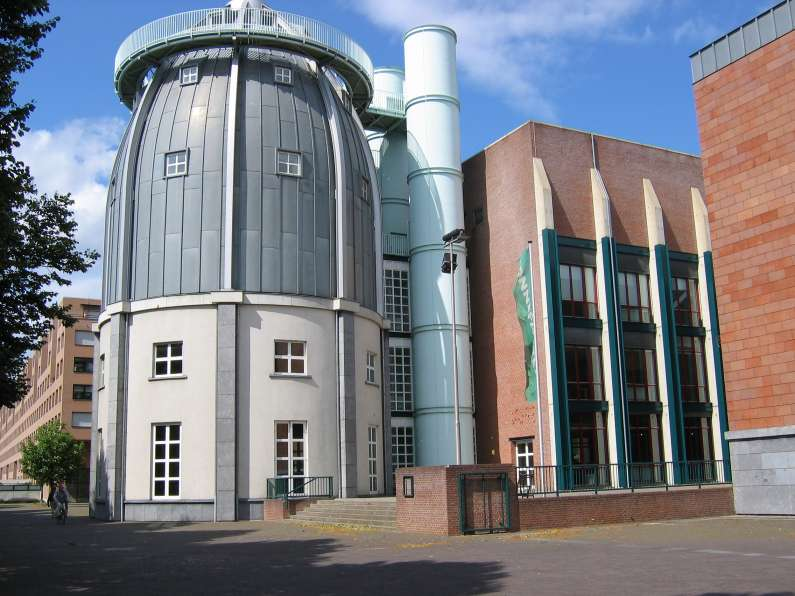
Museu Bonnefanten
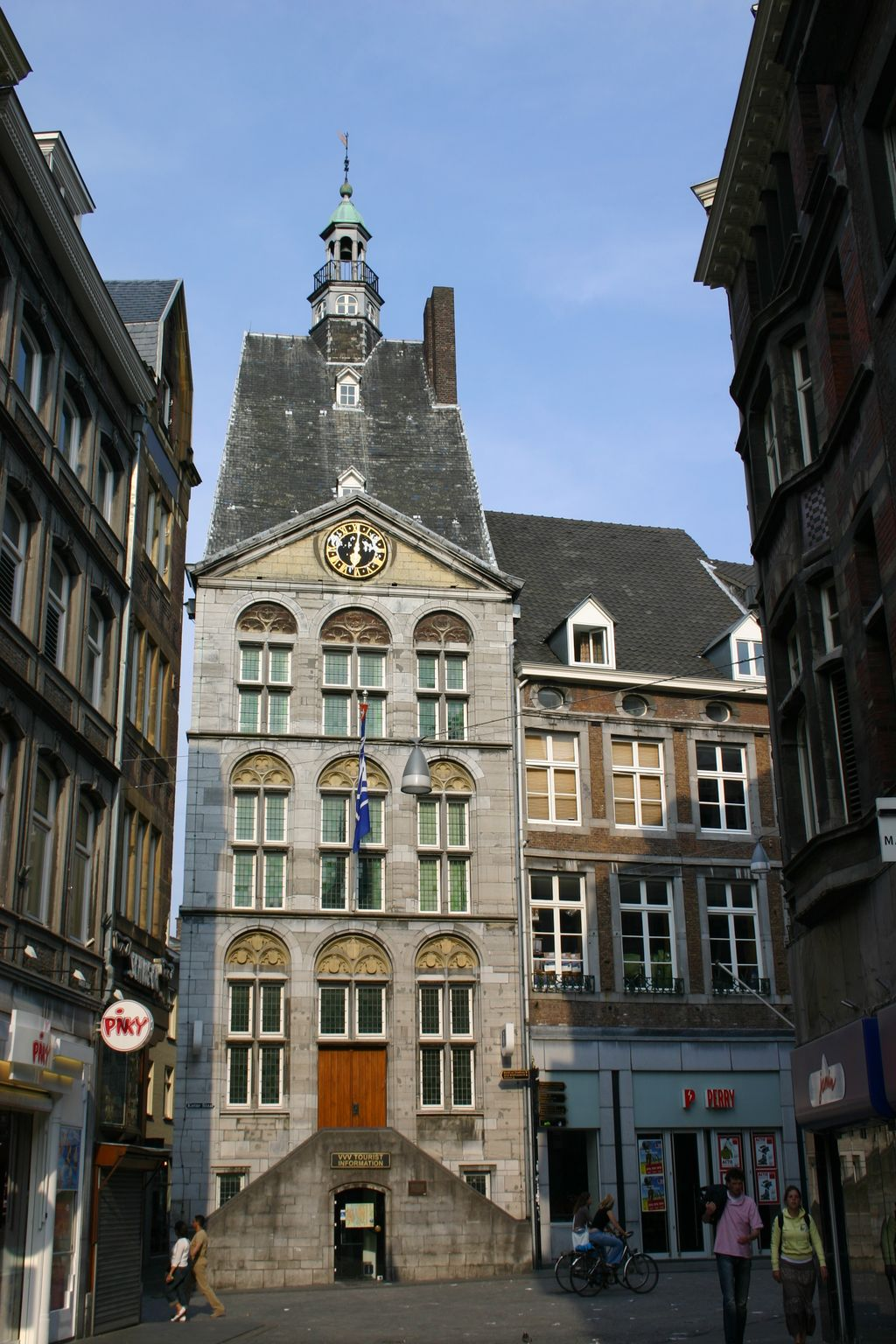
Dinghuis
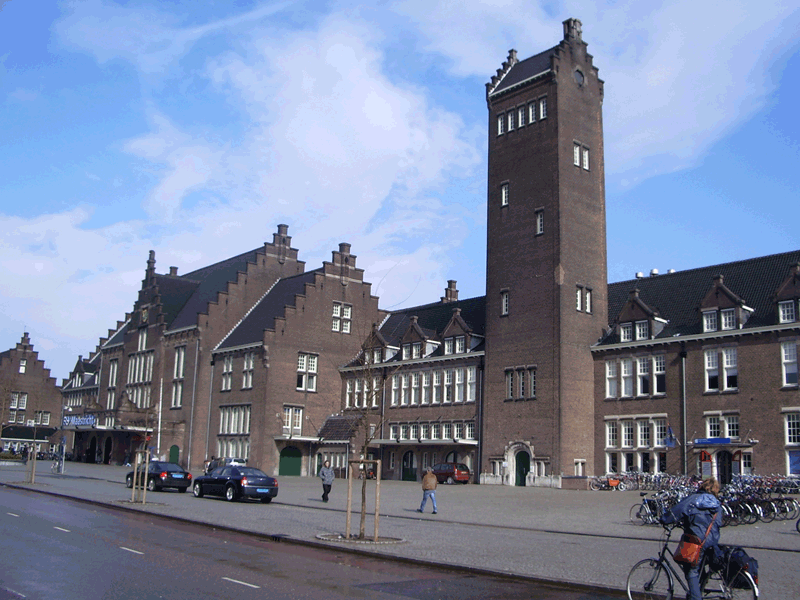
Estació de tren